# Nicolò Fagioli
Nicolò Fagioli (Piacenza, 12 de febrero de 2001) es un futbolista profesional italiano que juega como centrocampista en la ACF Fiorentina de la Serie A.

## Trayectoria

### Inicios
En 2015 se unió a la cantera de la Juventus y jugó la temporada 2015-16 con la sub-17. Fue ascendido temprano al equipo Primavera (sub-19) en la temporada 2017-18, anotó 13 goles en 25 partidos. En 2018 fue incluido en la lista de los mejores 60 talentos mundiales según The Guardian.

### Juventus
Debutó en la Serie C con la Juventus sub-23, el equipo de reserva de la Juventus, el 24 de septiembre de 2018, en la derrota por 4-0 ante el Carrarese, que fue su único partido en la temporada 2018-19. En enero de 2019 fue convocado por primera vez al primer equipo para un partido de Serie A ante la S. S. Lazio. En la temporada 2019-20 jugó cinco partidos de liga, ayudando a la Juventus U23 a alcanzar los play-offs de ascenso, donde jugó un partido ante el Calcio Padova.
El 1 de noviembre anotó su primer gol con la Juventus U23 en el empate 1-1 en casa ante el Lecco. Terminó la temporada 2020-21 con dos goles en 20 partidos con la Juventus U23. 
El 27 de enero de 2021 debutó con la Juventus jugando como titular en la victoria por 4-0 de la Copa Italia ante el SPAL. Su debut en la Serie A se produjo el 22 de febrero de 2021, sustituyendo a Rodrigo Bentancur en el minuto 69 en la victoria por 3-0 en casa ante el F. C. Crotone.
El 31 de agosto de 2021 fue cedido por un año al U. S. Cremonese de la Serie B. El 12 de septiembre debutó en la victoria por 2-0 contra el A. S. Cittadella. Siete días después anotó su primer gol con el Cremonese en el 2-1 ante el Parma. Terminó la temporada con un total de tres goles en 33 partidos jugandos y ayudó al Cremonese a ascender en la Serie A.
El 17 de octubre de 2023 se le sancionó sin poder jugar durante 7 meses de competición por realizar apuestas.

## Selección nacional
Fue titular con Italia sub-17 en el Campeonato de Europa Sub-17 de la UEFA de 2018. En la final contra Países Bajos, entró como suplente en el minuto 55 y brindó dos asistencias.
Con Italia sub-19 participó en el Campeonato de Europa Sub-19 de la UEFA de 2019.
El 3 de septiembre de 2021 debutó con la selección de Italia sub-21, jugando como suplente en la victoria por 3-0 ante Luxemburgo por el partido de clasificación a la Eurocopa. El 16 de noviembre del año siguiente hizo lo propio con la absoluta en un amistoso contra Albania.

### Participaciones en Eurocopas
| Copa          | Sede     | Resultado        | Partidos | Goles |
| ------------- | -------- | ---------------- | -------- | ----- |
| Eurocopa 2024 | Alemania | Octavos de final | 2        | 0     |

## Estadísticas

### Clubes
Actualizado al último partido disputado el 25 de mayo de 2025.
| Club                       | Div.          | Temporada     | Liga  | Liga  | Copas nacionales | Copas nacionales | Copas internacionales | Copas internacionales | Total | Total |
| Club                       | Div.          | Temporada     | Part. | Goles | Part.            | Goles            | Part.                 | Goles                 | Part. | Goles |
| -------------------------- | ------------- | ------------- | ----- | ----- | ---------------- | ---------------- | --------------------- | --------------------- | ----- | ----- |
| Juventus Next Gen · Italia | 3.ª           | 2018-19       | 1     | 0     | 0                | 0                | —                     | —                     | 1     | 0     |
| Juventus Next Gen · Italia | 3.ª           | 2019-20       | 6     | 0     | 3                | 0                | —                     | —                     | 9     | 0     |
| Juventus Next Gen · Italia | 3.ª           | 2020-21       | 20    | 2     | 0                | 0                | —                     | —                     | 20    | 2     |
| Juventus Next Gen · Italia | Total club    | Total club    | 27    | 2     | 3                | 0                | 0                     | 0                     | 30    | 2     |
| Juventus F. C. · Italia    | 1.ª           | 2020-21       | 1     | 0     | 1                | 0                | 0                     | 0                     | 2     | 0     |
| U. S. Cremonese · Italia   | 2.ª           | 2021-22       | 33    | 3     | 0                | 0                | —                     | —                     | 33    | 3     |
| U. S. Cremonese · Italia   | Total club    | Total club    | 33    | 3     | 0                | 0                | 0                     | 0                     | 33    | 3     |
| Juventus F. C. · Italia    | 1.ª           | 2022-23       | 26    | 3     | 4                | 0                | 8                     | 0                     | 38    | 3     |
| Juventus F. C. · Italia    | 1.ª           | 2023-24       | 8     | 0     | 0                | 0                | —                     | —                     | 8     | 0     |
| Juventus F. C. · Italia    | 1.ª           | 2024-25       | 17    | 0     | 1                | 0                | 4                     | 0                     | 22    | 0     |
| Juventus F. C. · Italia    | Total club    | Total club    | 52    | 3     | 6                | 0                | 12                    | 0                     | 70    | 3     |
| ACF Fiorentina · Italia    | 1.ª           | 2024-25       | 15    | 1     | —                | —                | 6                     | 1                     | 21    | 2     |
| ACF Fiorentina · Italia    | Total club    | Total club    | 15    | 1     | 0                | 0                | 6                     | 1                     | 21    | 2     |
| Total carrera              | Total carrera | Total carrera | 127   | 9     | 9                | 0                | 18                    | 1                     | 154   | 10    |

## Palmarés

### Campeonatos nacionales
| Título      | Club           | País   | Año  |
| ----------- | -------------- | ------ | ---- |
| Copa Italia | Juventus F. C. | Italia | 2024 |